# Biblioteca del Centenario
La Biblioteca del Centenario, oficialmente Biblioteca Patrimonial Pública Municipal del Centenario, es una biblioteca pública perteneciente a la Red de Bibliotecas Públicas de Cali. Fue la primera biblioteca pública de la ciudad y debe su nombre al hecho de ser inaugurada en el marco del primer centenario de la independencia de Colombia.

## Historia

### Antecedentes
Los orígenes de la biblioteca se remontan al Instituto Literario de Cali, un centro constituido por estudiantes y egresados del Colegio de Santa Librada. El acervo literario del Instituto incluía colecciones de varias ramas del conocimiento y ya entonces se planteaba crear una biblioteca abierta al público en general, para lo cual se empezaron a recibir donaciones tanto de dinero como de libros, en pos de una futura inauguración al público.
En 1897, el Concejo Municipal acoge la idea del Instituto Literario para crear una biblioteca pública en Cali que llevaría el nombre de Caicedo, en honor a Joaquín de Cayzedo. Sin embargo tal iniciativa no prosperó. Por aquel entonces en el periodo finisecular la élite caleña buscaba una mayor autonomía y desligarse del control político ejercido desde Popayán. A lo largo de la historia de harían varios intentos de corte federalista que culminarían con la creación del Departamento de Cali en 1908. Sin embargo tras ser depuesto el presidente Rafael Reyes Prieto, Cali volvería a encontrarse bajo el dominio payanés y dentro del departamento del Cauca. Tras el traspié federalista, la élite política propende y consigue la creación del departamento del Valle del Cauca, cuya creación es organizada en 1909 y finalmente ejecutada en 1910, en el marco del primer centenario de la independencia del país.

### Creación
Por aquel entonces se crea la Junta Departamental del Centenario cuyo fin era dotar a la ciudad de la infraestructura necesaria para pasar de ser una provincia a una ciudad y de la realización de los eventos y actos del primer centenario de la independencia en el cual se buscaba realzar a los próceres y a los símbolos patrios. Para la colección se pidieron volúmenes en librerías de Colombia, Francia y España; pero ante la necesidad de contar con ejemplares para la inauguración en el marco del festejo patriótico Samuel Benítez, presidente del Concejo Municipal y miembro fundador del Instituto Literario, gestionó la donación de la colección del instituto de 800 ejemplares a la naciente biblioteca pública.
El 20 de julio de 1910 se crea oficialmente la biblioteca bajo escritura pública No. 410 en la notaría primera de la ciudad. El acto inaugural ocurrió a las 8 de la mañana en la Plaza de Cayzedo con un discurso de Mario de Caicedo. La biblioteca comenzó su funcionamiento en la Carrera 4 con Calle 12, en la planta baja de la Casa Municipal, actualmente Palacio Nacional, que había sido restaurado recientemente para los festejos del centenario. El primer bibliotecario fue Blas Scarpetta, un antiguo miembro del Instituto Literario. Finalmente por medio del acuerdo 14 de 1910 se da inauguración a la Biblioteca del Centenario el 28 de noviembre de aquel año. La creación de la biblioteca respondió a la necesidad de conformar una ciudad a imitación de las grandes ciudades europeas modernas que contaban con instituciones académicas y culturales como museos, bibliotecas, clubes; y así dar el paso definitivo de provincia a capital departamental.

### Primeros años
En los primeros años el único empleado de la biblioteca era Scarpetta, quien procuró principalmente aumentar el fondo bibliográfico a través de donaciones. Hasta 1914 la biblioteca recibió gran variedad de donaciones, incluyendo libros, enciclopedias, revistas y mapas; pero también artículos como acuarelas, cuadros u objetos de los próceres de la independencia. Debido a esto se pensó crear un museo histórico dentro de la Biblioteca, pero el ya corto presupuesto con el que contaba la misma lo imposibilitó. La mayoría de artículos históricos fueron canjeados al Museo Nacional de Colombia por libros, y mientras esto ocurría exponer los objetos durante las fechas de las fiestas patrias.
Debido a su privilegiada ubicación, en la que compartía el edificio con oficinas de la Alcaldía y el Concejo, junto a la principal plaza de la ciudad, le permitió a la biblioteca contar con un buen número de visitantes, equiparándose en 1911 con el afluente de visitantes de la Biblioteca Nacional de Colombia, llegando a un mínimo diario de 20 personas usando los servicios de la biblioteca, que en general hacían uso de las instalaciones de la biblioteca en horas de la noche.
Durante la regencia de Scarpetta la biblioteca se posicionó como un importante centro de conocimiento dentro del ámbito cultural caleño a través de conferencias de diversa índole. Las tertulias y discusiones dieron lugar a la creación de nuevos espacios como el Centro Vallecaucano de Historia y Antigüedades, predecesor de la Academia de Historia del Valle del Cauca. Rápidamente la biblioteca se consolidó como un punto neurálgico dentro de los círculos académicos y culturales; pero así mismo como un punto de encuentro para socializar.

### Expansión
Luego de 19 años a la cabeza de la administración de la biblioteca, Scarpetta, quien había participado en 1927 de la Junta Constructora del Teatro Municipal y ejerciendo como gerente del mismo desde entonces, deja la dirección de la biblioteca. En su lugar ocuparía el puesto en enero de 1929 Francisco Llanos, quien tuvo que lidiar con la reubicación de la biblioteca luego de la demolición de la Casa Municipal para la construcción del Palacio Nacional. Durante su gestión, Llanos resaltó por la constante defensa de la biblioteca ante el Concejo Municipal, exigiendo un lugar adecuado para sus instalaciones, ya que la casa en la que había sido alojada no cumplía con las cualidades necesarias para el servicio, y era de difícil acceso para el público general. Llanos constantemente denunció esto ante los periódicos de la época, a los que también pedía completar los números faltantes respectivos de sus publicaciones. Llanos también inició una campaña de donaciones para la biblioteca que tuvo eco internacional, además de realizar los primeros contactos con el programa de Bibliotecas Aldeanas desarrollado por el director de la Biblioteca Nacional de Colombia de ese entonces, Daniel Samper Ortega, durante la República Liberal.
Finalmente en 1932 la biblioteca encuentra una nueva sede en las antiguas oficinas de la Gobernación del Valle, en el edificio donde hoy funciona la Casa Proartes. Luego del traslado de la biblioteca, Llanos dejaría la dirección de la institución para pasar a dirigir el radioperiódico La Noche, en la primera emisora radial de Cali, que había sido fundada aquel mismo año: La Voz del Valle. Fue reemplazado por su hermano, el poeta y miembro del movimiento Piedra y cielo, Antonio Llanos, quien se encargó de continuar el trabajo de su hermano en el campo de las donaciones y el canje interbibliotecario, destacándose la Biblioteca Nacional de Chile y la Biblioteca del Congreso de Estados Unidos.

Dear Sir:I am directed by the Librarían to acknowledge your letter of November 30, proposing an exchange of publícations. It will receive the interested of the Chief or our Division of Documents (in charge or international exchanges), to whom it has been referred.
Apreciado Señor:Soy el bibliotecario que ha recibido su carta del 30 de noviembre, con la proposición de intercambio de publicaciones. Esta recibirá el interés del Jefe de nuestra División de Documentos (encargado de los intercambios internacionales), a quien ha sido referida.
Biblioteca del Congreso de los Estados Unidos

Otros de los logros de Antonio Llanos fue lograr que el Concejo Municipal accediera a ampliar el personal de la biblioteca. Hasta entonces el único empleado era el Bibliotecario Municipal, que pasó a ser el director de la Biblioteca del Centenario. El poeta Llanos fue sustituido por Luis Ángel Tofiño en 1934, quien se encargó de finalizar la encuadernación de los archivos de prensa de la biblioteca. Junto a él se nombraron oficialmente los puesto de primer y segundo ayudante, y el de secretario. Luego de tan sólo ocho meses en el cargo Tofiño sería reemplazado por el presbítero Alfonso Zawadzky, bajo cuya tutela la biblioteca viviría unos de sus periodos de mayor esplendor y proyección internacional.

### La penetración social del libro
La primera tarea del sacerdote fue realizar un completo inventario del que se puede constatar que para la época la biblioteca contaba con un acervo de 2900 volúmenes, tan sólo 1400 ejemplares más que los habidos en 1910. Emprendió a través del periódico El Relator una nueva campaña, esta vez para recibir donaciones. Zawadzky también comenzó una fuerte campaña de canje de libros con otras instituciones. Para 1935 tan sólo en donaciones se habían recibido 1205 nuevos volúmenes y en enero de 1906 consta que la biblioteca contaba con 3330 libros, 1600 folletos, 146 volúmenes de diarios empastados. Cabe resaltar que la mayoría de intercambios realizados por la biblioteca se realizaban en el exterior, ya que en Colombia la aparición de bibliotecas era aún incipiente, a excepción de la Biblioteca Nacional y la del Centenario.
En 1936 comenzó oficialmente el proyecto de Bibliotecas Aldeanas, entrando la Biblioteca del Centenario a ser parte del proyecto y recibiendo en beneficio despachos de libros. Al respecto el padre Zawadzky opinaba que si bien la Biblioteca del Centenario estaba listada como una biblioteca aldeana, en realidad no era tal al haber sido fundada 25 años antes de la iniciación del programa, contar ya con un número apreciable de volúmenes y periódicos, contar con un programa de canjes y realizar frecuentemente actividades académicas y culturales. Por lo tanto para la fecha oficial de iniciación del programa de bibliotecas aldeanas, la Biblioteca del Centenario no era una naciente biblioteca, sino una institución asentada en los círculos sociales de la ciudad, y reconocida a lo largo de la geografía nacional e internacional.

La Biblioteca del Centenario –municipal- que dirige el presbítero doctor Alfonso Zawadzky, en esta ciudad de Cali, es seguramente la mejor organizada en el Departamento del Valle y una de las más bien conservadas, atendidas, y concurridas de las que existen en el país. – Cumple, además –como el señor director le consta- con todas las prescripciones legales dictadas para el mejor funcionamiento de las Bibliotecas públicas.
José Restrepo Jaramillo, Inspector Nacional de Educación de Bibliotecas Aldeanas.

El sacerdote llevó a cabo durante su dirección una gran cantidad de programas culturales, enmarcado en lo que él llamaba «La penetración social del libro» y que en muchos casos fueron financiados de su propia pecunia. Uno de ellos, desarrollado entre 1935 y 1937, fue el programa radial «Martes de Biblioteca» emitido por la Radiodifusora de Colombia. El propio presbítero gestionó la adquisición de los equipos necesarios para el desarrollo del programa, que era emitido desde la biblioteca todos los martes a las 5 p. m. El programa iniciaba dando cuenta de la gestión administrativa de los programas de la biblioteca, estadísticas de servicios y adquisiciones. Se mencionaba a los patronos que habían de alguna forma ayudado a la biblioteca, así como a quienes habían negado la ayuda solicitada. Se hacían invitaciones a participar de las conferencias y actividades culturales de la biblioteca, a las cuales se les hacía promoción a través del programa, y por último se emitían disertaciones del sacerdote sobre diversos temas literarios, filosóficos, religiosos o históricos. Cuando el tiempo así lo permitía, también se realizaban recomendaciones de lecturas sobre volúmenes que se hallaban en la biblioteca. El programa radial ayudó a aumentar el número de asistentes a la biblioteca alcanzando en 1935 la cifra de 6 539 y en 1936 la cifra, por entonces, récord de 20 055. En 1937, último año del programa, el número de asistentes a la biblioteca fue de 18 911.
Poco antes del cierre del programa radial, y coincidiendo con el natalicio de Jorge Isaacs, comenzó a circular la revista cultural Bibliotecas y libros, que a pesar de ser reconocida como el órgano oficial de la Biblioteca del Centenario, debió ser financiada, como los demás proyectos, del bolsillo del padre Zawadzky. La revista contaba con alrededor de 60 páginas y con la participación de diversos autores, entre ellos el propio Zawadsky, quien además se encargaba de la edición e impresión a través de la Imprenta Bolivariana, propiedad del padre del sacerdote. Al cierre del programa radial, se dedicó una sección en la revista para dar cuenta de la gestión de la biblioteca. La revista tenía un costo de 25 centavos, pero la suscripción semestral para entidades educativas o culturales tenía un precio de $1.40. La publicación periódica tuvo una gran acogida no sólo dentro de Cali o Colombia, sino también a nivel internacional, donde llegó gracias al programa de canje internacional de la Biblioteca y que permitió a su vez fortalecer dicho programa de intercambio. Entre los lectores de Bibliotecas y Libros más destacados se encuentran el etnólogo Paul Rivet y el director de la Biblioteca Pública de Nueva York, H. Lidenberg, quienes solicitaron al padre Zawadzky el envío de los números de la revista.
En 1939, debido a la gran demanda de la publicación y al nulo presupuesto destinado a la misma, luego de varios llamados infructuosos para mantener a flote la revista, el padre Zawadzky tuvo que cesar su publicación, que al ser financiada principalmente por sí mismo, lo dejó prácticamente en la bancarrota. En total se publicaron 24 números de Bibliotecas y Libros entre abril de 1937 y diciembre de 1939. La revista posicionó a la biblioteca como uno de los centros culturales más importantes de América y promovió el canje de ejemplares con esta, llegando en 1939 a tener la biblioteca un acervo acumulado de 8500 volúmenes, una ganancia tasada aproximadamente en $15 000 de la época. De los 500 ejemplares impresos para cada número de la revista, 200 eran dedicados al canje.
El padre acudía constantemente al Concejo Municipal y a la Alcaldía para que estos aumentaran el presupuesto de la institución. Los ruegos del sacerdote no solo no eran escuchados, sino que en 1941 tuvo varios problemas con el contralor municipal, quien llegó a devolver unas cuentas que se habían aprobado para pago. Esto ofendió en gran medida al padre Zawadzky, quien llegó a amenazar con su renuncia. Continuaría su gestión en cabeza de la biblioteca hasta enero de 1942, cuando no fue nombrado para continuar en el cargo. Se aduce que la decisión de no contar con el sacerdote se debió, en buena medida, a cuotas políticas que querían contrarrestar la influencia en la arena política del apellido Zawadzky en la ciudad. Al dejar el presbítero la biblioteca, ésta contaba según él con algo más de 15 000 ejemplares.
Fue relevado por el abogado y escritor Gregorio Sánchez Gómez, quién continuó el trabajo la labor del sacerdote y vislumbró un plan de expansión de la biblioteca. En el primer reporte que hizo como director, nombró contar con algo más de 10 000 ejemplares. Denunció la situación de la biblioteca en las oficinas de la Gobernación, alegando el insuficiente espacio y poco mobiliario. Al igual que su antecesor, luchó arduamente para mejorar las instalaciones de la biblioteca, y así mismo se chocó con obstáculos administrativos que le impedían desarrollar su planes para la biblioteca. Finalizando 1942 lo sorprendió la muerte. A pesar de su corto tiempo gestionando el destino de la biblioteca, su trabajo es de destacar por la mejoría que trajo en cuestión de personal, inmobiliario y remuneración.
Zawadzky volvería a ser nombrado dos años después de su salida. Se sabe a su regreso en 1944, el padre Zawadzky fue demandado por su antecesor, Álvaro Valencia, quien había ocupado el puesto tras la muerte de Gregorio Sánchez. Zawadzky asumió la dirección de la biblioteca mientras avanzaba el litigio, que finalmente fallaría a favor de él, lo que le permitió finalmente asumir de manera formal en mayo de ese año. Nuevamente a la cabeza de la principal biblioteca de la ciudad, el padre nombró nuevamente a Gentil Charry, su mano derecha, en el cargo de bibliotecario. Realizó una exhausta revisión de la biblioteca y su acervo, lo que dio como resultado el hallazgo de 52 obras perdidas, otras deterioradas o con páginas arrancadas, y la desaparición de una máquina de escribir marca Remington.
La situación económica de la Biblioteca del Centenario no mejoró, a pesar de los grandes esfuerzos del presbítero. Se planeó en 1946 la compra de un terreno y construcción de un edificio de dos plantas para la biblioteca. Sin embargo en 1956 las negociaciones seguían dándose y finalmente se vendió el terreno sin dar explicación algunas sobre el paradero de los recursos invertidos para la biblioteca. A principios de esa década, en 1951, la biblioteca sufrió un duro revés al ver recortado su ya insuficiente presupuesto.

### Declive
A los setenta y ocho años de edad, muere el presbítero Alfonso Zawadzky, el 27 de enero de 1964, dejando un vacío en la administración de la biblioteca, que perdía al mismo tiempo a su director y a su principal defensor. Se designó a la Comisión de Salud Pública, Educación y Justicia elaborar un proyecto para reestructurar la biblioteca y el Archivo Histórico de Cali. Esta consideró prudente crear a su vez una subcomisión conformada por dos concejales del cabildo, el director de la Biblioteca Departamental Jorge Garcés Borrero, el director de la Biblioteca de la Universidad del Valle y el secretario de Educación para evaluar el estado de ambas instituciones y que emitieran concepto sobre su reestructuración. El archivo y la biblioteca funcionaron de manera independiente durante un año, ya que tal concepto nunca fue emitido. Para 1965 la Secretaría de Educación nombra a Raúl Silva Holguín a la cabeza de la biblioteca. Los problemas estructurales de la biblioteca tales como el deterioro del cielo raso o la presencia de múltiples goteras que amenazaban los libros, en muchos casos debieron ser subsanados por iniciativa y bolsillo propio de Silva.
Los intercambios de ruegos y promesas incumplidas entre la Administración Municipal y el director de la Biblioteca del Centenario siguieron siendo un problema. La situación de la institución se agravó cuando a partir de ese año tuvo que compartir el edificio con la Universidad Santiago de Cali. El contrato por el cual se le permitió a la universidad ocupar parte del edificio tenía una vigencia de cinco años y obligaba a la institución de educación superior a hacer frente con las reparaciones necesarias y el mantenimiento del edificio, a excepción de las salas ocupadas por la biblioteca. Esto molestó al entonces secretario de Educación, Harold Rizo Otero, quien se dirigió en nombre del alcalde al presidente del Concejo Municipal pidiéndole revisar el contrato. A pesar de ello la Casa Municipal se restauró toda menos el espacio de la biblioteca, que se vio afectada de manera negativa por los trabajos realizados en el edificio, en especial la demolición de una habitación donde se archivaba la prensa escrita del departamento.
Antes de las remodelaciones se le ordenó a Silva trasladar algunos libros al edificio donde había funcionado el Batallón Pichincha. Sin embargo, el edificio no contaba con vigilancia nocturna o salones con llave, además de funcionar en el lugar el Instituto Politécnico Municipal y una biblioteca privada. Silva solicitó un espacio que cumpliera con las necesidades mínimas de seguridad para el patrimonio de la biblioteca, pero su ruego fue rechazado. Ante la situación, toda la biblioteca tuvo que funcionar en un espacio en un salón de cincuenta metros de ancho, mientras avanzaban las obras de la universidad. La dinámicas sociales del movimiento estudiantil, que muchas veces acabaron el revueltas, afectaron fuertemente la biblioteca, siendo en ocasiones los libros víctimas de tales agitaciones.

### Cierre al público
En 1976 ante la constante presión de la Universidad Santiago de Cali para recibir más espacio del edificio y la intervención política del concejal Hernán Isaías Ibarra, la Biblioteca del Centenario se vio forzada a abandonar la Casa Municipal, lugar en la que ocupó por cincuenta y ocho años. El desalojo se realizó sin tener asegurado un lugar apropiado para el traslado de la colección de la Biblioteca del Centenario. Doce años luego del comienzo del funcionamiento de la universidad, cuando inicialmente se preveían sólo cinco, la institución educativa continuaba en el lugar y la Biblioteca del Centenario sin destino conocido, problema al que había que agregarle el ya tradicional apartado económico. Desde mayo las colecciones de la biblioteca, por entonces cerca de veinte mil volúmenes, fueron trasladadas en cajas al sótano del Centro Administrativo Municipal (CAM).
Un año más tarde, por iniciativa del mismo concejal que había intercedido para desalojarla, se pensó trasladar la biblioteca al Edificio Otero. Otro de los sitios barajados fue el contiguo Palacio Nacional, lugar donde había funcionado la biblioteca antes de ser demolido el viejo edificio, pero varios miembros del Concejo preferían ese sitio para el Museo de Santiago de Cali, que se pensaba crear con objetos pertenecientes al historiador Manuel María Buenaventura y algunas compras de la colección del museo de Álvaro Garcés Valencia que funcionaba en Popayán. Ninguna de las opciones fructificó y la Biblioteca del Centenario continuó guardada en los sótanos del CAM y Cali sin un museo.
Finalmente Silva aceptaría una propuesta de la Biblioteca Departamental para guardar ahí la colección de libros. Estos, sin embargo, continuaron apelmazados en las cajas sin abrir por cuestiones de espacio. Aprovechando la visita del Instituto Colombiano de Cultura a la ciudad Silva denunció el estado de la Biblioteca del Centenario y de sus, entonces, 20.000 ejemplares. El Instituto redactó una carta a la Secretaría de Educación recalcando la importancia de las bibliotecas y pidiendo se remodelaran las instalaciones para una nueva sede de la biblioteca, además de desarrollar la catalogación y creación de fichas necesarias para el uso de la misma. De esta manera a través de la Biblioteca Municipal, como se conocía por entonces a la Biblioteca del Centenario, se gestionaría el programa de bibliotecas populares en la ciudad, mientras que la Biblioteca Departamental se ocuparía de coordinar el programa en el resto de municipios del departamento. Sin embargo para finales de 1979 las cajas seguían almacenadas en la Biblioteca Departamental, que en ese momento se preparaba para cambiar de sede, por lo que imperaba la necesidad de hallar una propia para la Biblioteca del Centenario.

### Reapertura
Casi cuatro años después de ser expulsados de la sede en la Casa Municipal los volúmenes fueron trasladados finalmente a un edificio en la Avenida 3 Norte con Calle 13, que si bien no era el adecuado era el único con que contaba la biblioteca. Aquellos años deambulando por la ciudad representó una pérdida de casi el 20% de la colección, que pudo haber sido mayor de no ser por el cuidado de Raúl Silva, quien se dedicaba a sacar los libros y limpiarlos. La fecha de reapertura es incierta, pues no hay registro documental o notas de prensa. Sin embargo se apunta el primero de octubre de 1979 como fecha más probable.
En septiembre de 1980 asumiría la dirección de la biblioteca Germán Ángel Naranjo. Los motivos que condujeron a la salida de Silva son desconocidos. La principal tarea de Naranjo, solucionada la falta de sede, era reposicionar la biblioteca como centro cultural dentro de la ciudad, además de actualizar sus servicios y tecnologías. Por entonces se asignó al director de la Biblioteca del Centenario la coordinarción de las bibliotecas populares que por entonces eran la Biblioteca Popular José Martí del barrio Calima, la Biblioteca Popular Ramón Franky de Villanueva, la Biblioteca Popular Jorge Rojas de Villa Colombia, la Biblioteca Popular Esther Zorrilla, la Biblioteca Popular del barrio San Judas, la Biblioteca Popular del Instituto Popular de Cultura, la Biblioteca Popular Rafael Pombo, la Biblioteca Infantil Popular, la Biblioteca Popular de Salomia, la Biblioteca Popular del barrio República de Israel, la Biblioteca Popular del barrio Jorge Isaacs y la Biblioteca Popular del barrio El Rodeo. La gran demanda de tiempo de esta nueva carga laboral provocó en muchas ocasiones conflictos entre Naranjo y los trabajadores de las bibliotecas populares, quienes en muchas ocasiones se quejaban de que el director no respondía a tiempo sus solicitudes. Esto sumado a los propios problemas con los que contaba la Biblioteca del Centenario, ya tradicionales en su historia como eran falta de presupuesto y de un local adecuado para sus funciones.

### Sede actual
Ante las reiteradas denuncias del director de la biblioteca y la prensa, y con el nombramiento de José Manuel Cantero como Secretario de Educación, se contrató a una bibliotecóloga para evaluar el estado de la colección. La evaluación de la experta finalizó a principios de 1984 y como resultado se agregó una nueva voz de alarma sobre los libros, y en especial sobre la colección patrimonial que exigía un cuidado especial.

Carne de polillaMaría Consuelo Escobar, una joven bibliotecóloga tiene mucho que ver con la salvación de los 24.000 volúmenes con que cuenta hoy la Biblioteca del Centenario.

Cuando fue llamada por la Secretaría de Educación Municipal, para hacer un diagnóstico del estado de los libros, encontró que eran "carne de polilla". Estaban en general mal.

«Después de haberme untado durante seis meses, de polvo, humedad y mugre, encontré que cerca del 90% de los libros del fondo de la Biblioteca, podían recuperarse gracias a su restauración o encuadernación, un buen porcentaje hay que descartarlo y de la totalidad un 80% puede prestar servicio.»
Diario de Occidente.

Luego de terminada la evaluación la gestión del Secretario de Educación logró conseguir para la biblioteca una nueva sede la cual se encontraba en la Calle 4 Oeste # 1-16, en las antiguas instalaciones de la Escuela Isaías Gamboa en el barrio El Peñón. Una casa amplia de dos plantas con suficiente espacio para el desempeño de las actividades de la biblioteca. Además el traslado le significó una donación de las colecciones privadas del periodista Alfonso Bonilla Aragón y de Jorge Enrique Velasco.
El traslado de los volúmenes representó un nuevo desafío ya que la Secretaría de Educación, quien se estaba encargando de la remodelación y preparación de la antigua escuela, no contaba con presupuesto para la adquisición de cajas y el movimiento de los ejemplares. Para esto la bibliotecóloga contactó a la comunidad, especialmente a instituciones aliadas como la Biblioteca Mario Carvajal, solicitando las cajas necesarias para el traslado. En abril de 1984 se efectuó el traslado hacia la nueva sede y se nombró a María Consuelo Escobar como la directora de la biblioteca, asignación que desempeñaría hasta poco antes de la inauguración de la nueva sede. Asumió el cargo Ramiro Calle Cadavid quien debió ultimar los arreglos finales tales como la realización del mural del artista Pedro Alcántara, la adquisición y disposición de inmobiliarios para revistas y libros, entre otras cosas. Finalmente el mural que se iba a realizar en una pared interna no logró realizarse. En cambio Ricardo Bermúdez pintó un mural en un muro externo en alusión a la obra Cien años de soledad de Gabriel García Márquez que tituló Apártense vacas que la vida es corta. En él se ve a Gabo sentado en una máquina de escribir mientras la hojas van ascendiendo rodeado de los personajes de la novela. Las salas recibieron nombres según varios benefactores o personajes ilustres: Alfonso Bonilla Aragón y Jorge Isaacs (salas de lectura), Jorge Enrique Velasco P. (salón de conferencias) y Alfonso Zawadzky (salón de exposiciones).

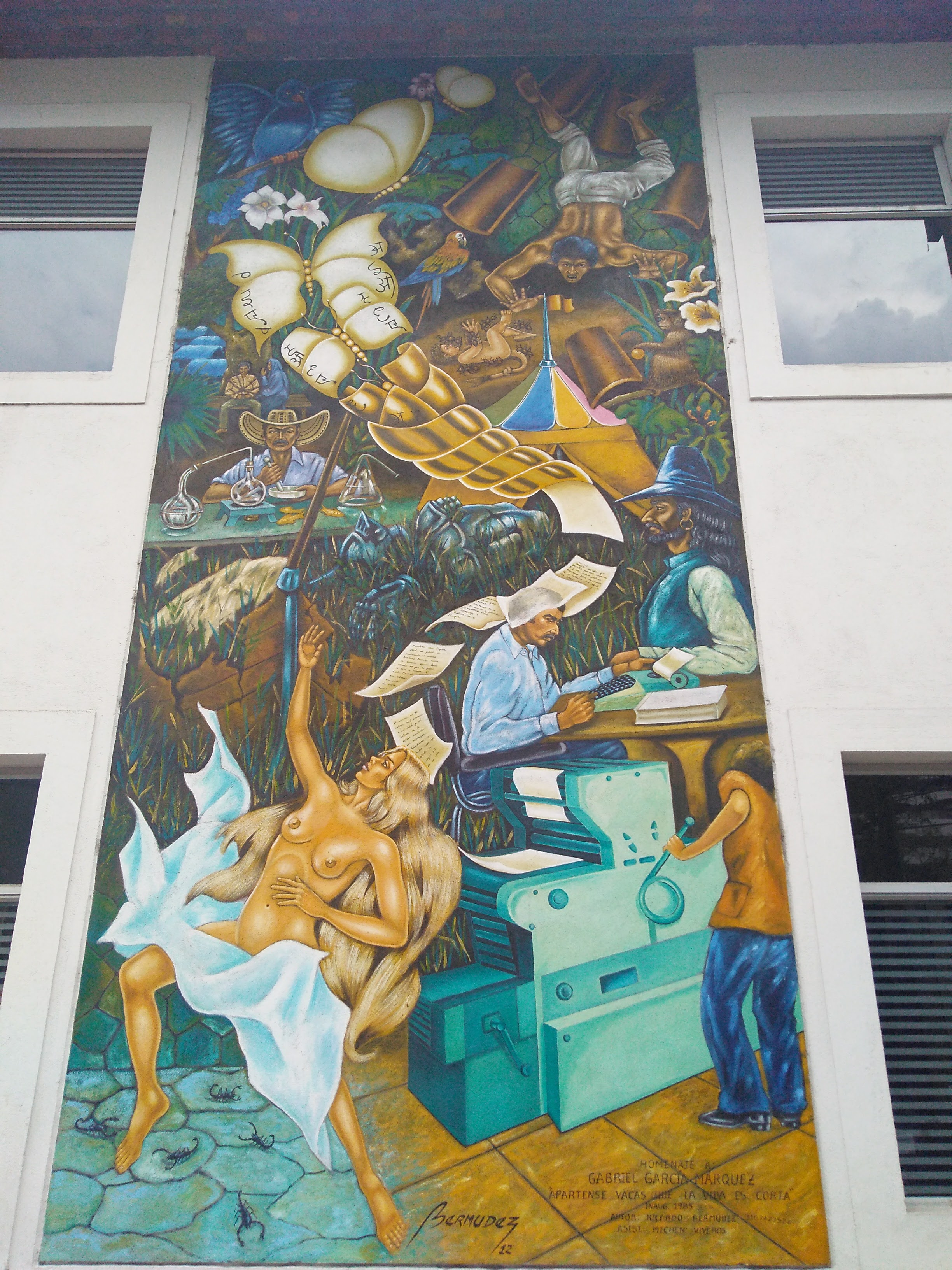
Mural de Ricardo Bermúdez alusivo a la obra Cien Años de Soledad.

La función de la biblioteca como un promotor de la cultura dentro de la ciudad se vio reforzada al llegar Orietta Lozano como Promotora y Administradora de Bibliotecas, estando a su cargo las bibliotecas populares de Cali, incluida la del Centenario. Lozano gestionó toda una oferta cultural y artística alrededor de las bibliotecas de la que se benefició grandemente la Biblioteca del Centenario. En 1986 se nombró a Orietta Lozano como directora de la Biblioteca del Centenario, sustituyendo a Ramiro Calle Cadavid, función que ejerció a la par del cargo de Coordinadora de la Red Pública de Bibliotecas y, desde 1995, de la dirección del Archivo Histórico de Cali.
Bajo el mando de Lozano la biblioteca diversificó sus servicios, ampliando su programación a aspectos artísticos, culturales, poesía, literatura, teatro, danza, además de los tradicionales programas académicos y bibliotecarios. Se ocupó en difundir en la prensa escrita y radial las actividades desarrolladas en la Biblioteca; y de hacer partícipe a la comunidad que rodeaba las bibliotecas a través de una constante comunicación que tuvo como resultado la creación de nueva programación como seminarios de títeres, educación ambiental, talleres de pintura, literatura infantil, etc.
Por entonces, debido a la remodelación del Palacio Nacional, otrora sede de la biblioteca en sus primeros años, se desarrolló un proyecto para trasladar ahí a la biblioteca y al Archivo Histórico, uniendo así ambas entidades dependientes de la Secretaría de Educación. Proyecto que finalmente no se lograría concretar por problemas de presupuesto.

El traslado de las oficinas de la administración de justicia al nuevo edificio localizado en la calle 13, y el espacio que queda en el Palacio Nacional, abre la posibilidad de integrar dos entidades actualmente dependientes de la Secretaría de Educación del Municipio que por diferentes razones no prestan el servicio que debieran, y para el cual fueron creadas. Se trata de la Biblioteca del Centenario y el Archivo Histórico de Cali. Una vez remodelado el Palacio Nacional, podrá integrarse allí a las dos entidades aludidas, y sentar así las bases para la creación del Centro de Documentación Histórico y Cultural de la ciudad.
Despertar Vallecaucano.

A pesar de que el proyecto de una nueva sede para ambas entidades no llegó a buen puerto, el Municipio adquirió las instalaciones de la antigua FES, en donde comenzó a funcionar el Centro Cultural de Cali y dentro de él se trasladó el Archivo Histórico, que hasta entonces carecía de una sede propia. En 1997 se creó la Dirección de Cultura, a cargo de Carlos Esteban Mejía. La Dirección gestionó recursos para la modernización y renovación de las bibliotecas de Cali, lo que significó una readecuación de la Biblioteca del Centenario, y la creación en ella de una mediateca y videoteca lo que le permitió a la biblioteca la proyección de documentales y cine de autor, ampliando su oferta cultural. Tres años luego de festejar los 90 años de fundación, debido a reformas estructurales en la administración municipal, se destituyó de manera sorpresiva a Orietta Lozano como directora de la Biblioteca del Centenario. La destitución significó una nueva crisis para la entidad, que había gozado de una estabiblidad y reputación no vista desde la época del presbítero Zawadzky, que se vio acrecentada por la demora en el nombramiento de un nuevo director.
En 2003 sería designado como director el escritor Jaime Riascos, quien hasta entonces desarrollaba talleres de lectoescritura y capacitación a bibliotecarios en la ciudad de San Francisco, en Estados Unidos. Su gestión se destacó principalmente por la orientación de los servicios bibliotecarios a un público joven e infantil, ya que este era el más abundante entre los asistentes a la biblioteca. Creó una sala infantil e inició las actividades de la hemeroteca, además de continuar las ofertas de su antecesora, eso sí, con especial énfasis en el público objetivo de la biblioteca. Abrió una sala de computadores para uso público gracias al apoyo de fundaciones extranjeras. Sin embargo los equipos donados se perdieron, lo que inició una serie de roces entre Riascos y la Red de Bibliotecas Públicas que finalmente llevarían a este a abandonar la dirección de la biblioteca al término de su contrato.
El relevo lo tomaría José Antonio Cepeda, quien ante la pérdida de público ocasionada durante el inicio del nuevo milenio por las nuevas tecnologías y el Internet, promovió servicios abiertos a la comunidad, que implicaba desarrollar campañas y programas al exterior de las instalaciones de la biblioteca, aprovechando los espacios culturales y tradicionales que se encuentran cerca de la misma. Muchos de estos programas, u otros inspirados en los mismos, continúan aún hoy. Cepeda amplió la sala infantil y la programación de proyecciones de videos y películas. Posicionó a la biblioteca entre académicos por sus valiosos fondos documentales y libros antiguos de interés mayor para la comunidad de investigadores sobre la historia temprana de Cali y el Valle del Cauca.
En 2006 Paola Andrea Maldonado asumiría la dirección. Se encargó de reforzar los programas existentes, restaurar el fondo fotográfico perteneciente a la biblioteca y que cuenta con valioso material histórico, así mismo como realizar una nueva catalogación según temas o áreas del saber. Continuando la línea iniciada por Cepeda, se desarrolló el programa Biblioteca al Parque, en el que cada domingo se ubicaba un puesto en el parque del barrio El Peñón con muestras de la colección de la biblioteca, llegando a nuevos usuarios.

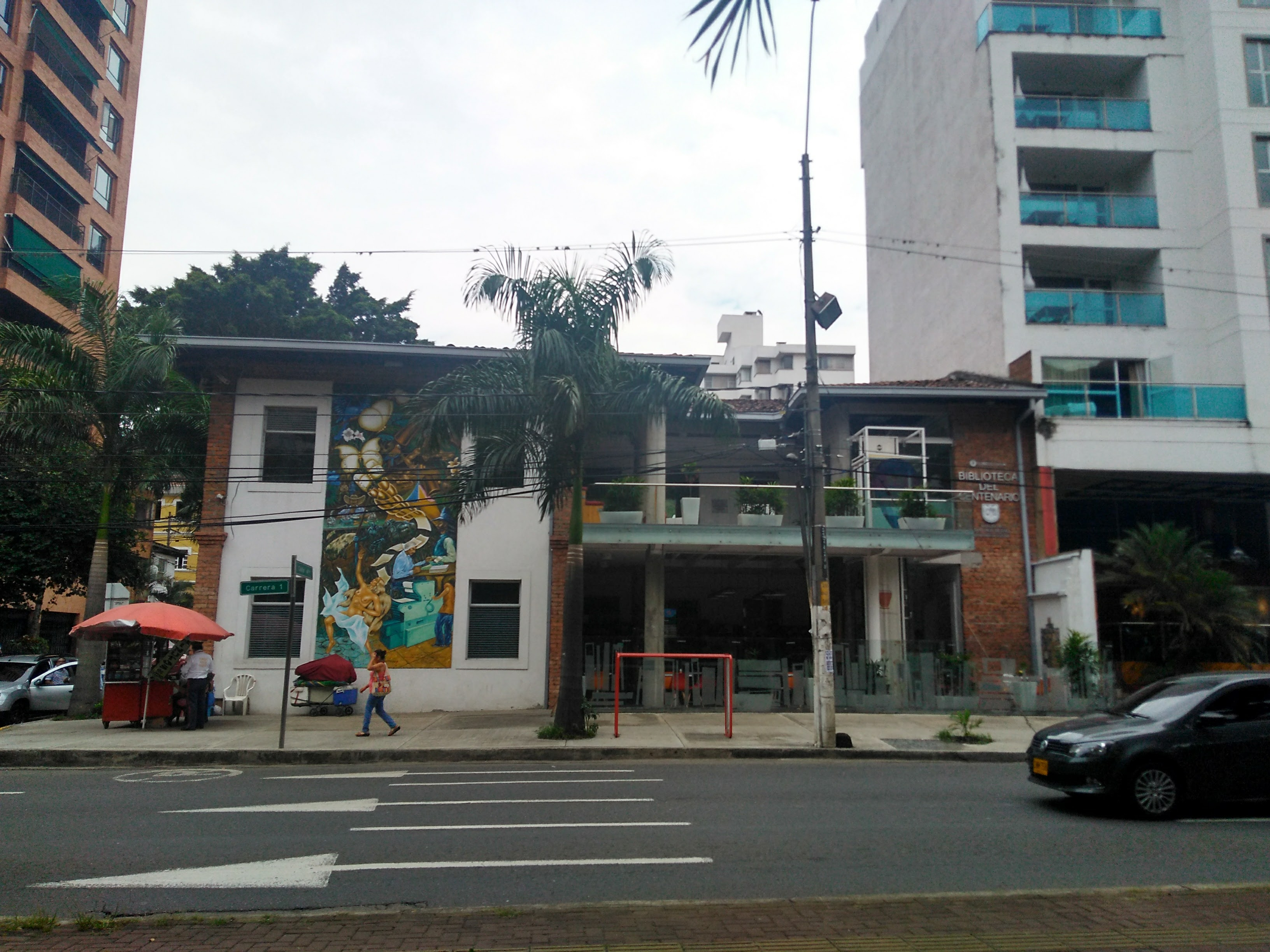
Fachada remodelada de la Biblioteca del Centenario.

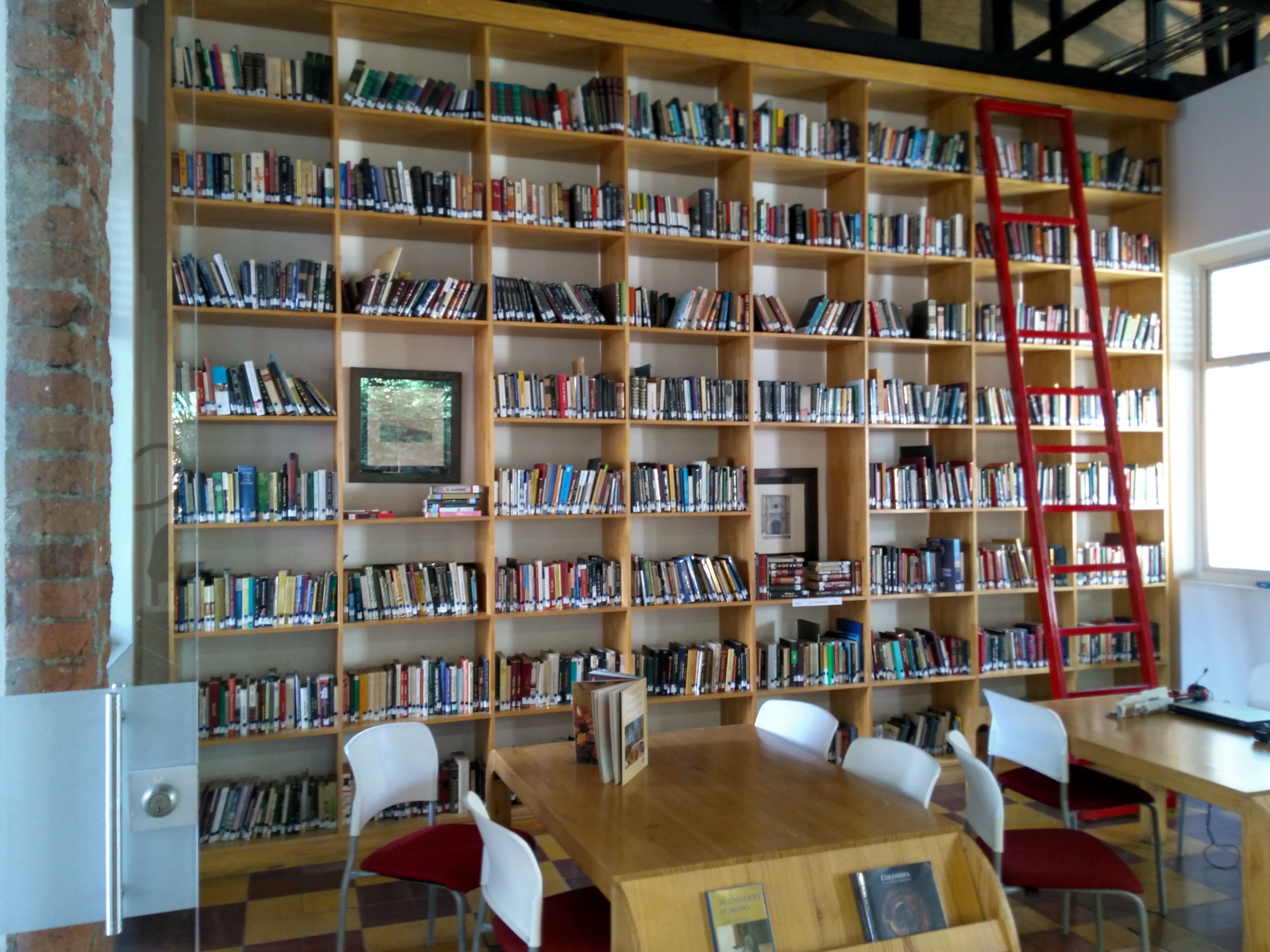
Sala de lectura principal.

La Biblioteca del Centenario es dirigida desde 2009 por María Amparo Guerrero Rodríguez. Bajo su dirección la biblioteca cerró sus puertas entre 2010 y 2012 para emprender su remodelación más ambiciosa que significó un cambio total en su planta física y en la manera en como la biblioteca venía prestando su servicio. El nuevo diseño arquitectónico estuvo a cargo de los arquitectos Mauricio Otero Lavado, Iván Villota Rosero y Diana Marcela Mosquera, tuvo en cuenta el carácter patrimonial de la biblioteca combinando elementos antiguos y contemporáneos, este diseño fue ganador en 2014 del "Salón Regional de Arquitectura" de la Sociedad Colombiana de Arquitectos, seccional Valle del Cauca. La modernización de la planta física incluyó la restauración en 2012 del mural que Ricardo Bermúdez pintó en 1985. Se crearon nuevos espacios para uso del público, entre ellos una nueva sala infantil que recibió el nombre de Rin-Rin en homenaje al personaje de Rafael Pombo, un auditorio conocido como El Obelisco que hace referencia a un monumento, hoy desaparecido, que marcaba el límite urbano de la ciudad en 1930 y que se encontraba cerca de donde hoy está la biblioteca. La sala El Ferrocarril, nombre del primer periódico publicado en el suroccidente colombiano y fundado por Eustaquio Palacios, cuenta con una colección especializada en autores del Valle del Cauca. La colección patrimonial, compuesta por libros antiguos y prensa impresa de mitad del siglo XX, lleva el nombre de El Relator, en alusión a uno de los primeros periódicos de la ciudad.
La restauración costó $174 millones de pesos. La reinauguración contó con la presencia del presidente Juan Manuel Santos, el alcalde de la ciudad Rodrigo Guerrero Velasco, y las ministras de Cultura y Educación, Mariana Garcés Córdoba y María Fernanda Campo, entre otros representantes de la academia y la educación.

## Salas
| Nombre         | Descripción |
| -------------- | --- |
| El Faro        | Recepción |
| La Tertulia    | Colecciones sobre filosofía, religión, ciencias sociales y económicas, educación, lenguaje e idiomas, matemáticas, ciencias puras y aplicadas |
| Rin-Rin        | Colección de libros de todos los campos del conocimiento editados especialmente para niños.                                                   |
| La Retreta     | Colecciones sobre arte, recreación, arquitectura, fotografía, juegos, pasatiempos, deportes, historia y geografía.                            |
| El Relator     | Colección de libros antiguos y especiales |
| El Ferrocarril | Literatura universal y colección especial de autores vallecaucanos.                                                                           |
| El Obelisco    | Auditorio |

## Directores
- Blas Simeón Scarpetta (1910-1929)
- Francisco Llanos (1930-1933)
- Antonio Llanos (1933-1934)
- Luis Ángel Tofiño (1934-1935)
- Alfonso Zawadzky Colmenares (1935-1942, 1944-1965)
- Gregorio Sánchez Gómez (1942)
- Álvaro Valencia (1943-1944)
- Raúl Silva Honguín (1965-1980)
- Germán Ángel Naranjo (1981-1983)
- María Consuelo Escobar (1984)
- Ramiro Calle Cadavid (1984-1985)
- Silvia Eugenia Donneys (1986)
- Orietta Lozano (1986-2002)
- Jaime Riascos (2003-2004)
- José Antonio Cepeda López (2004-2005)
- Paola Andrea Maldonado (2006-2008)
- María Amparo Guerrero Rodríguez (2009-actualidad)